# EUROCONTROL

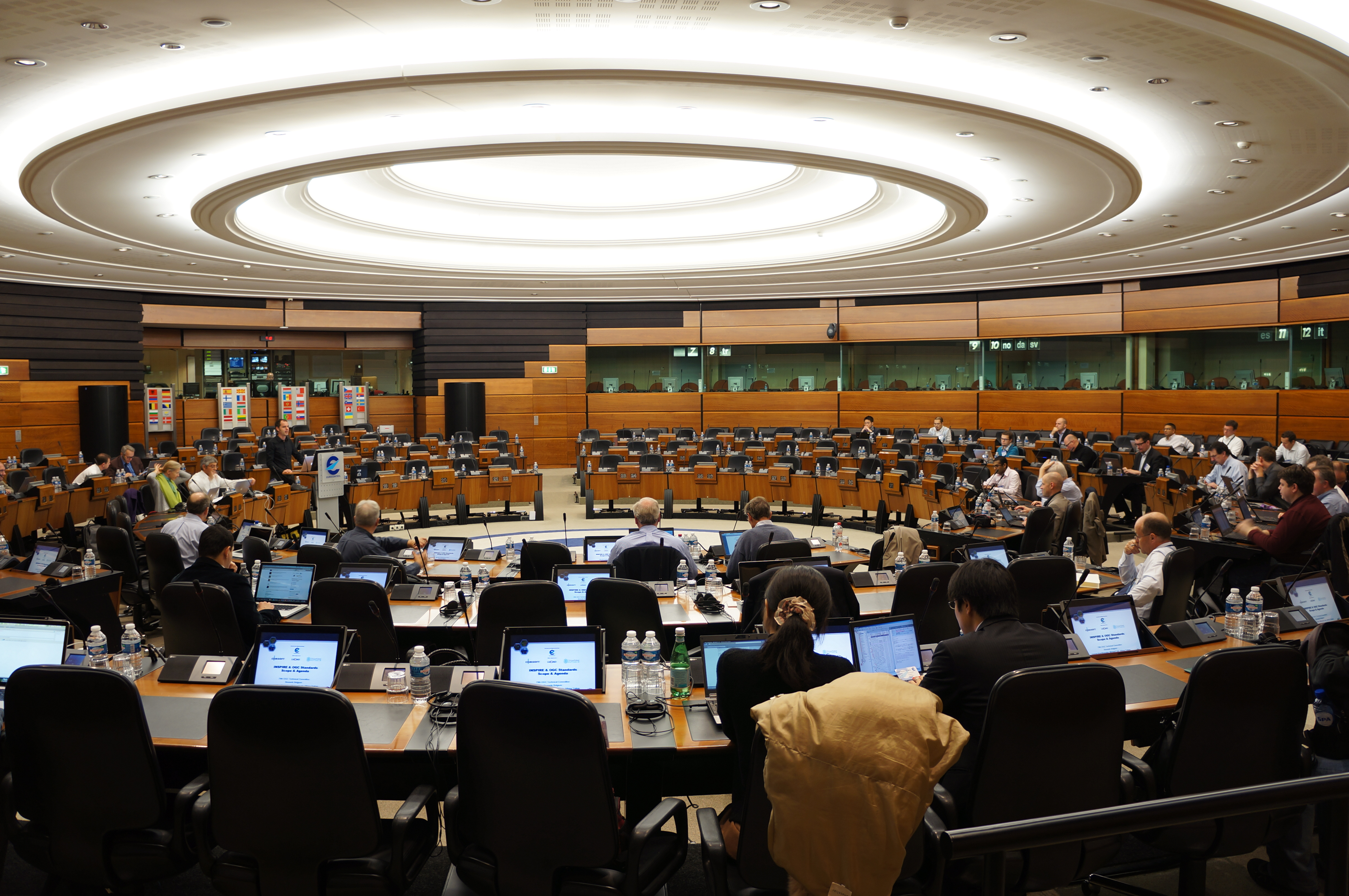
Hoofdkantoor van Eurocontrol, Brussel, 2011

EUROCONTROL (officieel volledig in hoofdletters geschreven), met als ondertitel European Organisation for the Safety of Air Navigation, is een internationale organisatie die instaat voor de centrale coördinatie van de luchtverkeersleiding in Europa. De organisatie telt sinds 2015 41 lidstaten.
EUROCONTROL heeft in de periode 2000-2008 een pan-Europees luchtverkeersleidingssysteem ontwikkeld. Dit project staat ook wel bekend als The Single European Sky.

## Beschrijving
Het hoofdkwartier van EUROCONTROL is gelegen in de Brusselse deelgemeente Haren, nabij Zaventem. Een van de bekendste afdelingen is het Maastricht Upper Area Control Center (MUAC) in Beek, gelegen naast Maastricht Aachen Airport, vanwaaruit het en route-luchtverkeer boven FL245 in de Benelux en een groot gedeelte van Duitsland wordt begeleid. Een andere operationele afdeling die zelf niet rechtstreeks in contact met vliegtuigen staat is het Network Manager Operations Centre (NMOC), die vanuit Brussel capaciteit en aanbod van luchtverkeer op elkaar afstemt.

## Lidstaten
Hieronder volgt een overzicht van lidstaten.
- Duitsland
- Griekenland
- Hongarije
- Ierland
- Italië
- Kroatië
- Letland
- Litouwen
- Luxemburg
- Malta

- Moldavië
- Monaco
- Montenegro
- Nederland
- Noorwegen
- Oekraïne
- Oostenrijk
- Polen
- Portugal
- Noord-Macedonië

- Roemenië
- Servië
- Slowakije
- Slovenië
- Spanje
- Tsjechië
- Turkije
- Verenigd Koninkrijk
- Zweden
- Zwitserland

## Galerij

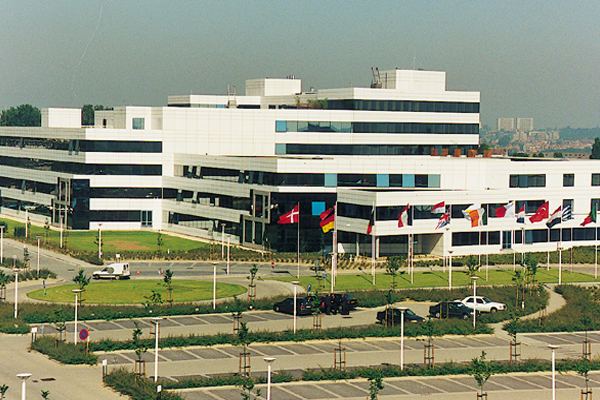
Hoofdkwartier van EUROCONTROL in Haren, nabij Brussel.
Aan EUROCONTROL deelnemende landen